# Daz Dillinger
Delmar Drew Arnaud, mer känd under sitt artistnamn Daz Dillinger, född 25 maj 1973 i Long Beach, Kalifornien, är en amerikansk rappare och musikproducent. Han hade tidigare artistnamnet Dat Nigga Daz. 
Han är mest känd för som ena personen i rap-duon Tha Dogg Pound och sitt arbete med Death Row Records. Han är även kusin med Snoop Dogg, Nate Dogg, Lil' ½ Dead och RBX.

## Diskografi

### Studioalbum
- Retaliation, Revenge & Get Back 1998
- R.A.W - 2000
- This Is The Life I Lead  - 2002
- I Got Love In These Streetz EP - 2002
- DPGC: U Know What I'm Throwin' Up - 2003
- I Got Love in These Streetz - The Album - 2004
- Tha Dogg Pound Gangsta LP - 2005
- Gangsta Crunk - 2005
- So So Gangsta  - 2006
- Gangsta Party  - 2007
- Only On The Left Side - 2008

### Tillsammans med Tha Dogg Pound
- Dogg Food - 1995
- Dillinger & Young Gotti - 2001
- 2002  - 2001
- The Last of Tha Pound - 2004
- Dillinger & Young Gotti II: Tha Saga Continuez - 2005
- Cali Iz Active - 2006
- Dogg Chit - 2007
- 100 Wayz - 2008

### Samlingsalbum
- Who Ride Wit Us: Tha Compalation, Vol. 1 - 2001
- Who Ride Wit Us: Tha Compalation, Vol. 2 - 2002

### Mixtapes
- So So Gangsta The Mixtape - 2003
- West Coast Gangstas Starring - Tha Dogg Pound - 2005

### Singlar
- "In California" (feat. Val Young)
- "R.A.W." (feat. Kurupt)
- "I'd Rather Lie 2 Ya"
- "Keep It Gangsta"
- "Dogg Catcha" (feat. Soopafly)
- "U Ain't Shit" (feat. Bad Azz)
- "Daz Thang"
- "On Some Real Shit" (feat. Rick Ross)
- "Weekend (feat. Johnta Austin)
- "All That I Need"
- "Gangbangers" (feat. Coolio)
- "I Need My Doe" (feat. Made West)

## Nomineringar
- 1996 -  Grammy Award for Best Rap Performance by a Duo or Group - för gruppen Tha Dogg Pound